# Sperosoma grimaldii
Sperosoma grimaldii is een zee-egel uit de familie Echinothuriidae.
De wetenschappelijke naam van de soort werd in 1897 gepubliceerd door René Koehler.